# Marie-Line Meurisse
Pour les articles homonymes, voir Meurisse.
Marie-Line Meurisse, née le 15 novembre 1964, est une lutteuse française.
Aux Championnats d'Europe, elle remporte la médaille de bronze en lutte féminine dans la catégorie des moins de 65 kg en 1988 à Dijon.